# Galeojanolus ionnae
Galeojanolus ionnae är en snäckart som beskrevs av Miller 1971. Galeojanolus ionnae ingår i släktet Galeojanolus och familjen Zephyrinidae. Inga underarter finns listade i Catalogue of Life.